# Komedia.jp
『komedia.jp』（コメディア ドット ジェイ ピー）は、米米CLUB15枚目のオリジナル・アルバム。2007年9月5日に発売された。発売元はSony Music Records。

## 概要
本作発表前年の2006年に限定復活・同年10月永久継続宣言をして完全復活を遂げた米米CLUBが前作から10年半振りに発売したアルバム。限定復活当時の仮題は「O・E・C（オイシー）」であったが後に現在の正式タイトルが公表された。本来アルバム制作を前提とした復活で復活後に曲を作り続けていたが、やはり一度解散したバンドが再びアルバムを発売するとあって制作は難航。当初2006年内発売予定が大幅に遅れ、2007年に入り漸く発売の目途が見えてくる状況だった。結果、10年半振りの新作になった。
初回限定盤はDVD付。CDはConnecteD CD仕様で本作をパソコンにセット後に特設WEBにアクセスすればアルバム未収録楽曲が購入可能だった（2007年12月31日迄）。配信第1弾は「FUNK野球」「なかよしレーズン」「飴力 GAT'S 隙 DASH」3曲。9月19日以降には「中央分離帯」「俺の背中について来な!」「ガマンの限界」3曲が追加。この6曲の配信楽曲は2009年発売のアルバム『SUNRICE』の初回生産限定盤BのDisc2『超得CD "08080808"』にも収録された。
今作の収録曲は、復活後発売シングル曲の「御利益」が未収録。

## 収録曲
全作詞・作曲：米米CLUB（注記を除く）
1. 浪漫飛行 '07 [4:46] 
  ホーン&ストリングスアレンジ：フラッシュ金子 
  10thシングル表題曲の再録。
2. WE ARE MUSIC! 〜Album Version〜 [5:18]  
  ホーンアレンジ：フラッシュ金子、コーラスアレンジ：菅木 真智子 
  30thシングル表題曲のアルバム・バージョン・
3. 恋し魔法・愛し魔法 [4:52]  
  ホーンアレンジ：フラッシュ金子
4. E-ヨ [5:58]  
  ホーン&ストリングスアレンジ：フラッシュ金子  
  26thシングルの表題曲。
5. くされ縁 [3:21]  
  ホーン&ストリングスアレンジ：フラッシュ金子
6. しょうがねえな [4:55]  
  ホーンアレンジ：フラッシュ金子
7. 忘れないよ [4:57]  
  ストリングスアレンジ：フラッシュ金子
8. WELL COME 2 〜Album Mix〜 [4:22]  
  ホーン&ストリングスアレンジ：フラッシュ金子  
  25thシングル表題曲のアルバム・バージョン。
9. この宇宙で [4:50]  
  ホーンアレンジ：フラッシュ金子
10. 君を離さない [4:18]  
  ストリングスアレンジ：フラッシュ金子  
  27thシングル表題曲。
11. ロシアン・ルームメイト [4:36]
12. アイコトバはア・ブラ・カダ・ブラ Remix 〜米米CLUB vs HOME MADE 家族〜 [5:04] 
  作詞：米米CLUB、KURO、MICRO、U-ICHI 
  作曲：米米CLUB、KURO、MICRO、U-ICHI、渡辺貴浩 
  リミックス：DJ U-ICHI  
 HOME MADE 家族とのコラボレーション・シングルのリミックス・バージョン。
13. MATA(C)TANA [5:22] 
  28thシングル表題曲。
14. スゴクおいしい [4:36]
15. 運気 [3:04]
16. ひとりじゃないだろう [6:36] 
  ホーン&ストリングスアレンジ：フラッシュ金子

## 参加ミュージシャン
- 米米CLUB
  - ジェームス小野田：Vocal
  - カールスモーキー石井：Vocal
  - BON：Bass、Chorus
  - フラッシュ金子：Sax、Keyboards、三線、Chorus、Pro Tools Edit、Basic Arrangement
  - MARI：Dancer、Percussion、Chorus
  - MINAKO：Dancer、Choreographer、Chorus
  - BE：Guitar、Chorus
  - RYO-J：Drums、Chorus
  - ジョプリン得能：Guitar、Chorus
- BIG HORNS BEE
  - 織田浩司：Alto Sax (#1,2,4,5,8,9)、Baritone Sax (#6)、Chorus (#1,8)
  - 河合わかば：Trombone (#1,2,4,5,6,8,9,16)、Chorus (#1,8)
  - 佐々木史郎：Trumpet (#1,2,4,5,6,8,9,16)、Flugel Horn (#3)、Chorus (#1,8)
  - 小林太：Trumpet (#1,2,4,5,6,8,9)、Flugel Horn (#3)、Chorus (#1,8)
- 南浩之：Horn (#16)
- 中島大之：Horn (#16)
- 池田健司：Guitar Sampled (#12)
- 森俊之：Clavinet (#4)
- 出口辰治：Vibraphone (#5)
- 河合代介：Organ (#9,16)
- 菅木真智子：Chorus (#1〜9,16)
- MATARO：Conga (#9)、Chorus (#1,4)
- 清水美恵：Chorus (#3,6,7,9,16)
- 吉川智子：Chorus (#3,6,7,9,16)
- MCキッズ：Kid's Chorus (#4)
- 弦一徹ストリングス：Strings (#1,4,5,7,8,10,16)
- 真部裕：Fiddle Violin (#15)